# Кранеманн, Эберхард
Эберхард Кранеманн (нем. Eberhard Kranemann, 7 марта 1945 года, Висмар, Германия) — немецкий деятель искусств и музыкант, также известный под псевдонимом Fritz Müller.

## Биография

### Рождение и первые годы жизни
Эберхард Кранеманн родился в Висмаре 7 марта 1945 года. Вырос в Дортмунде. Получил среднее образование в гимназии Макса Планка в Дортмунде. Обучался игре на контрабасе в консерватории Дортмунда, играл классическую оркестровую музыку (в том числе Телеманна, Баха, Моцарта, Генделя) и сотрудничал в различных джазовых коллективах, в том числе с Франком Вуншем, который сейчас работает в Консерватории Кёльна и преподает джазовое фортепиано.
В 1965 году Кранеманн отправился в Дюссельдорф изучать искусство, а также живопись, графику, искусствоведение, философию и педагогику в Академии Художеств. Деньги на учебу он заработал как музыкант оркестра, сначала в Дортмундском Драматическом Театре, затем в Дюссельдорфском Драматическом Театре под руководством Карла-Хайнца Штроукса. Ночи напролет Кранеманн проводил в различных джаз-клубах, в том числе с трио Хольгера Клаузена. В 2002 году Кранеманн говорил: "Примерно в 1966/67 году у меня появилось ощущение повторяющихся структур, и я начал экспериментировать со звуками, шумами и другими инструментами. К двум контрабасам, которые у меня уже были, я купил электрический бас с усилителем, гавайскую гитару, кларнет и тенор-саксофон. Кроме того, мне подарили виолончель. С помощью этих различных инструментов можно было издавать такие потрясающие звуки! Странные звуки, которых ещё не было в музыке. Это заинтриговало меня, и с того времени - и по сей день - я занимаюсь звуковыми экспериментами".
В 1967 году участвовал в зимней выставке в Дюссельдорфе, Дворец искусств Эренхоф.

### Pissoff и Kraftwerk. Знакомство с Флорианом Шнайдером и Конни Планком
Первый музыкальный проект Эберхарда Кранеманна назывался Pissoff (1967/68). Он искал и находил единомышленников в Дюссельдорфской Академии Художеств, "я изучал живопись у профессора Рупрехта Гейгера, остальные были из класса Йозефа Бойса / Скульптура". Выступления выглядели следующим образом: "мы поставили усилители на сцену, включили их на полную мощность, и затем всё началось: без согласования, без каких-либо правил, без опредёленной тональности, без установленного ритма, каждый так громко, так много и так долго, как только мог. Обычно мы играли только одну пьесу — на это уходило около трёх часов. Потом весь воздух вышел наружу, все были в мокром поту и полностью готовы, больше ничего не происходило! Это была возня + крики против условностей, против нормы + приспособление". Кранеманн: "В это время молодой парень всё чаще и чаще прятался в тёмных углах, подглядывая и прислушиваясь к тому, что мы там делаем. Тот, казалось, находил это весьма интересным. Его звали Флориан Шнайдер-Эслебен, он ещё ходил в школу и играл на флейте. Мы немного поиграли вместе, иногда в моей квартире, иногда в доме его родителей, а затем с разными другими музыкантами в разных составах. В нём участвовал Базиль Хаммоуди (конга), а также Кэп (труба) и классический гитарист".
Ранее в подвальных помещениях Дюссельдорфской Академии Художеств проходили знаменитые карнавальные торжества. Три ночи подряд без перерыва. "Там происходило всё, что есть и чего нет. В 1967 году я играл там с Pissoff. Tangerine Dream и несколько других групп также выступили там. Три жаркие ночи. Тотальная борьба. Музыка, звуки, грохот до упаду. Публика бушевала и танцевала как сумасшедшая. Я предупредил Флориана, чтобы он зашёл как-нибудь со своей флейтой. Он подошёл, незаметно сел в углу сцены и попытался сыграть на своей флейте на фоне оглушительного шума".
В 1968 году Pissoff вместе с Йозефом Бойсом выступили в знаменитом пабе Creamcheese в Дюссельдорфе, который в то время находился в Старом городе Дюссельдорфа и который также стал постоянным пабом Фрэнка Заппы, когда он бывал в Европе. Этот концерт был заснят телевидением (WDR 3 снимала и показывала отрывки).
"Однажды Флориан таким образом притащил из Крефельда исполнителя на органе Хаммонда. Мы попробовали его. Всё прошло очень хорошо. Его звали Ральф Хюттер, и он изучал архитектуру. Мы сформировали группу, квартет, который выступил очень хорошо. Состав: Флориан Шнайдер-Эслебен — флейта; Ральф Хюттер — орган Хаммонда; Эберхард Кранеманн — бас; Томас Ломанн — ударные". 
Самым известным в мире исполнителем на органе Хаммонда был и остаётся Джимми Смит, чернокожий американец. Тогда (67/68) Джимми Смит дал концерт в Tonhalle Düsseldorf, после чего вся группа пришла в джаз-клуб Дум Дум в Старом городе Дюссельдорфа, где мы как раз устраивали настоящий праздник: Ральф на своём Хаммонде М 100, флейта Флориана, я играл на басу, а барабанщик пускал пыль в глаза. Отличное настроение. Загрузка до предела заполнена. Синие ноты и синкопы просто так летали по комнате. В джаз-клубах обычно приглашённые музыканты, которые в настоящее время находятся в городе, "присоединяются" к другим группам, чтобы развлечься. Этого и ожидал Джимми Смит. Тот, однако, посмотрел на орган Ральфа, сказал "Орган Микки Мауса" и снова исчез. Сам он играл только на большом B 3 от Hammond, M 100 Ральфа, модель меньшего размера, была для него слишком маленькой. Кенни Баррелл, гитарист группы Джимми Смита, остался там, распаковал гитару и усилитель и присоединился к игре. Это была прекрасная сессионная ночь!
В рамках работы музыкантом в Дюссельдорфском Драматическом Театре ("мне нужны были деньги, чтобы выжить, звуковые эксперименты ничего не дали, нескольких концертов было недостаточно") у Кранеманна были записи в музыкальной студии в Годорфе-на-Рейне, в промышленной зоне между Кёльном и Бонном. Там был звукорежиссёр, его звали Конни Планк. В Гамбурге он ранее записывал музыку Удо Линденберга и Отто Ваалькеса. Конни сначала работал там штатным звукорежиссёром. Дюссельдорфский Драматический Театр нанял студию и техников для постановки музыки к открытию нового Драматического Театра Дюссельдорфа. Я был там в качестве басиста. Во время работы выяснилось, что нужен ещё один флейтист. "Итак, я взял Флориана с собой на следующую сессию звукозаписи. Всё складывалось очень хорошо. Новый драматический театр в Дюссельдорфе был открыт под нашу музыку".
Я обнаружил, что у Конни были другие мысли, кроме как выполнять работу по контракту для разных работодателей. В то время он уже начал записывать группы, звучавшие иначе, чем это было принято в то время, по ночам, когда студия не сдавалась в аренду. Здесь началось многолетнее сотрудничество и дружба. Однажды ему понадобились виолончель и саксофон для Брайана Ино, который в то время работал в своей студии. У меня были эти вещи, поэтому я принес их ему. Затем он сыграл Дэвиду Боуи мою музыку Фрица Мюллера, которую мы только что записали в его студии. Ему понравилось моё гитарное звучание, и он хотел, чтобы я присоединился к его группе в качестве гитариста. Но я всегда находил это глупым и даже не пошёл на это (позже он нашёл гитариста с похожим звуковым спектром с Эдрианом Белью. Между тем, Дэвид Боуи сам играет на гитаре — это звучит так же, как звучала моя гитара в то время.).
Работа с Флорианом и Ральфом продвигалась вперед. У группы был репетиционный зал между Паффом и центральным вокзалом Дюссельдорфа в задней части здания, где можно было без помех играть громкую музыку. В то время было много экспериментов с разными звуками и сменой музыкантов. Флориан работал с электрически усиленными флейтами, которые он пропускал через всевозможные фильтры, чтобы добиться искажения звука. У него были все поперечные флейты: пикколо, си-флейта, альт-флейта, бас-флейта (очень редкая и трудная для игры). Между модулем электрической флейты и усилителем мощности Флориан подключил эхо-устройства с разной скоростью эха, так что получались горы перекрывающихся звуков флейты разных темпов и ритмов. Кранеманну больше всего понравилось его звучание на альт-флейте: "прохладное, спокойное, философское, глубокое". Он также экспериментировал с электрической скрипкой, на которой играл, сидя на коленях, с арабскими гаммами, которые "в то время всё ещё звучали очень странно". Ральф работал над тем, чтобы извлечь из органа Хаммонда другие звуки: он отказался от ударной динамики и эффектов вибрато. Синие ноты и синкопы американского джаза, соула, ритм-н-блюза "попали в мусорное ведро". В результате получилось нейтральное звучание, которое чаще встречается в современной классической музыке, как, например, у Дьёрдя Лигети.
Кранеманн играл на четырёхструнном электрическом басу, электрической виолончели ("в то время её ещё не существовало — я сам её смастерил") и гавайской гитаре. Он играл на басу, с одной стороны, с функцией ритм-н-гармонии, звучащей басом, с другой — с педалью wah-wah и дисторшн (в основном используемыми только гитаристами). Из неё доносились странные звуки, как будто из другого мира. Из электрической виолончели Кранеманн извлёк звуки арко и пиццикато — от мягких, гармоничных, прекрасных до агрессивных, искажённых, громких, царапающих, кричащих. "Я настраивал струны гавайской гитары субъективно, в зависимости от того, что я чувствовал, и водил по струнам куском железа — очень своеобразно и ново!"
Однажды у нас был концерт вместе с другими группами — в нём участвовала и фри-джазовая группа пианиста Вольфганга Даунера. Эти коллеги-музыканты были в восторге от моей игры на электрической виолончели и гавайской гитаре. Они никогда раньше не слышали ничего подобного: кто это? Что он там делает? Как он это делает?
Чарли Вайс, барабанщик фри-джаза, который приехал из Берлина, частично играл на ритм-гитаре, но частично также играл на свободных ударных звуковых элементах. Примерно в 1970/71 году Ральф ушёл из группы Kraftwerk. Вероятно, он чувствовал, что сначала должен закончить своё архитектурное образование. Группа продолжала работать втроём. Флориан, Чарли и Кранеманн. "Репетиция каждый день с 17:00 до 24:00. Почти нет работы. Нет угля. Вряд ли были какие-либо свидетельства успеха, подтверждающие проделанную работу. Несколько выступлений состоялось в конце 1970 - начале 1971 года: Kraftwerk в Creamcheese в Дюссельдорфе, 2. Рождество, 26.12.1970, с 16.00 до 22.00, Флориан Шнайдер-Эслебен — флейта, Эберхард Кранеманн — бас, виолончель, гавайская гитара, Чарли Вайс — ударные".

### Жизнь после Kraftwerk
В 1971 году по предложению Рупрехта Гейгера Кранеманн был назначен Эдуардом Триером магистром Дюссельдорфской Академии Художеств.
К группе Neu!, созданной членами Kraftwerk в 1972 году, Кранеманн присоединился в качестве басиста и гавайского гитариста.
В 1973 году он начал мультимедийный проект "Fritz Müller Rock" с Конни Планком. За этим последовали многочисленные постановки компакт-дисков, концерты, выставки в стране и за рубежом, в том числе выступления и сотрудничество с Йозефом Бойсом, А. Р. Пенк, Faust, Йоичиро Кита, Юкино Ноно, Nurse with Wound, Critical Art Ensemble (Документальный Кассель), Паулем Амлейном (Мир Саунд-Арта, Эрмитаж, Санкт-Петербург), Ансамблем Филипа Гласса, Кронос-квартетом, Брайаном Ино, Дэвидом Боуи, Лори Андерсон, Джоном Зорном, Лу Ридом.